# Shahar Nakav
Shahar Nakav (hebräisch שַׁחַר נָקַב Schachar Naqav, auch Shahar Nakab; * 12. April 1997 in Beʾer Scheva) ist eine israelische Fußballspielerin. Sie spielt seit Oktober 2015 für die israelische Fußballnationalmannschaft und ist deren Kapitänin (Stand: August 2024).

## Karriere

### Vereine
Nakav spielte im Alter von 17 Jahren für den in ihrem Geburtsort ansässigen HaPoʿel Beʾer Scheva und wechselte ein Jahr später an die Akademie des Wingate-Instituts, für deren Mannschaft sie eine Saison lang aktiv war.
Danach gehörte sie von 2016 bis 2017 der ersten Mannschaft von HaPoʿel Beʾer Scheva an. Nach Kirjat Gat gelangt, spielte sie für den dort ansässigen SC Kirjat Gat von 2017 bis 2019. Nach Tel Aviv-Jaffa gelangt, spielte sie dort von Juli bis September 2019 für den ASA Tel-Aviv FC. 16 km nordöstlich der Stadt, in Ramat haScharon, spielte sie dann eine Saison lang für den FC Ramat haScharon, bevor sie nach Kirjat Gat zurückkehrte und dort vier Jahre verblieb. Für alle Mannschaften, für die sie seit 2016 spielte, war sie mit ihnen in der Ligat Nashim, der höchsten Spielklasse im israelischen Frauenfußball, vertreten.
Das Angebot, das erste Mal im Ausland spielen zu können, ergriff sie und begab sich nach Deutschland. Am 5. Juli 2024 wurde sie als Neuzugang des Bundesligaaufsteiger 1. FFC Turbine Potsdam auf der Website willkommen geheißen. Ihr Pflichtspieldebüt – zugleich auch ihr Bundesligadebüt – gab sie zum Saisonstart am 30. August 2024 bei er 0:2-Niederlage im Heimspiel gegen den amtierenden Meister FC Bayern München über 90 Minuten.

### Nationalmannschaft
Nakav kam in ihren elf Länderspielen für die U17-Nationalmannschaft in insgesamt sechs davon in EM-Qualifikationsspielen zum Einsatz. In der ersten EM-Qualifikationsrunde der Gruppe 2 für die Europameisterschaft 2013 verlor sie mit ihrer Mannschaft am 10., 12. und 17. September 2012 gegen die U17-Nationalmannschaften Italiens (0:5), Englands (0:5) und Nordirlands 1:4. Ein Jahr später ein ähnliches Bild; in der ersten EM-Qualifikationsrunde der Gruppe 6 war sie mit ihrer Mannschaft am 2., 4. und 8. Juli 2013 den U17-Nationalmannschaften Serbiens (1:2), Schwedens (0:8) und Portugals (0:2) unterlegen.
Durch das Ausrichterland Israel war sie mit der U19-Nationalmannschaft für die Europameisterschaft 2015 automatisch qualifiziert. In der Gruppe A bestritt sie das erste Spiel am 15. Juli in Lod, das mit 0:3 gegen die U19-Nationalmannschaft Schwedens verloren wurde. Für die Europameisterschaft 2016 bestritt sie in der 1. Qualifikationsrunde der Gruppe 8 am 15., 17. und 20. September 2015 die drei Spiele gegen die U19-Nationalmannschaften Portugals (1:2), Norwegens (0:7) und Estlands (2:2).
Für die A-Nationalmannschaft kam sie in den ersten vier Spielen sowie im sechsten Spiel der EM-Qualifikationsgruppe 8 jeweils als Einwechselspielerin in den Schlussminuten (Gesamtspielzeit 16 Minuten) zum Einsatz. Ihr Debüt erfolgte am 22. Oktober 2015 in Lod im torlosen Spiel gegen die Nationalmannschaft Kasachstans. Zudem bestritt sie zwei Spiele der Vorqualifikation in Gruppe 3 sowie – außer dem zweiten Spiel – sieben Spiele der WM-Qualifikationsgruppe 7, die ersten neun der zehn Spiele der EM-Qualifikationsgruppe B und die ersten acht Spiele und das zehnte Spiel der WM-Qualifikationsgruppe H.
Bei der Premiere der UEFA Women’s Nations League wurde sie in Liga C, Gruppe 4 im dritten bis fünften eingesetzt sowie in fünf EM-Qualifikationsspielen der Liga B, Gruppe 2.

## Erfolge
SC Kirjat Gat
- Israelischer Meister 2018, 2021, 2022
- Israelischer Pokalsieger 2021, 2022

FC Ramat haScharon
- Israelischer Meister 2020